# Stade olympique du Pará
 (mars 2025).
Le stade olympique du Pará (Estádio Olímpico do Pará) (ou Mangueirão ou Estádio Estadual Jornalista Edgar Augusto Proença) est un stade brésilien se trouvant à Belém et ayant trois clubs résidents : le Paysandu Sport Club, le Clube do Remo et le Sport Club Belém.
Construit en 1978, ce stade a une capacité de 45 007 spectateurs.